# Lista de presidentes da Junta da Andaluzia
Esta lista trata daqueles que foram presidentes da junta da Andaluzia. 
| Nº | Nome                          | Início                | Fim                   | Partido |  |
| -- | ----------------------------- | --------------------- | --------------------- | ------- |  |
| -. | Plácido Fernández Viagas      | 27 de maio de 1978    | 2 de junho de 1979    | PSOE    |  |
| 1. | Rafael Escuredo               | 2 de junho de 1979    | 7 de maio de 1984     | PSOE    |  |
| 2. | José Rodríguez de la Borbolla | 7 de maio de 1984     | 27 de julho de 1990   | PSOE    |  |
| 3. | Manuel Chaves González        | 27 de julho de 1990   | 23 de abril de 2009   | PSOE    |  |
| 4. | José Antonio Griñán           | 23 de abril de 2009   | 7 de setembro de 2013 | PSOE    |  |
| 5. | Susana Díaz                   | 7 de setembro de 2013 | 18 de Janeiro de 2019 | PSOE    |  |
| 6. | Juan Manuel Moreno Bonilla    | 18 de Janeiro de 2019 | presente              | PP      |  |